# 240P/NEAT
240P/NEAT è una cometa periodica appartenente alla famiglia delle comete gioviane. La cometa è stata scoperta il 7 dicembre 2002 ma già al momento dell'annuncio della scoperta erano state rinvenute immagini di prescoperta risalenti al 5 ottobre 2002, la sua riscoperta il 10 agosto 2010 ha permesso di numerarla. Sua unica caratteristica è di avere una piccola MOID col pianeta Giove di sole 0,243 UA: il 10 luglio 2007 la cometa arrivò a 0,252 UA da Giove, il 2 maggio 2173 la cometa arriverà a 0,283 UA da Giove.